# Max Rockatansky
"Mad" Max Rockatansky, noto anche come Il guerriero della strada (The Road Warrior) è un personaggio fittizio e il protagonista della serie cinematografica Mad Max ideata dal regista George Miller.

## Biografia del personaggio

### Interceptor(1979)
Max è un poliziotto dell'unità stradale nota come Main Force Patrol che cerca di mantenere l'ordine in un futuro distopico e violento. Non è una persona di molte parole, ha carattere tranquillo e non dà troppo peso alla crescente fama che si sta creando attorno a lui grazie alle sue doti di guida. È felicemente sposato con Jessie e ha un figlio di nome Sprog. In seguito all'uccisione del capo di una gang noto come Nightrider, Max si ritrova al centro delle mire dei rimanenti membri guidati ora da un sadico psicopatico di nome Toecutter. Questo porta Max ad avere paura che il lavoro e la violenza con cui è a contatto possano farlo diventare come i criminali che combatte e così, dopo l'omicidio del suo amico e collega Goose, decide di ritirarsi. La gang non ha comunque smesso di cercarlo e i suoi membri trovano lui e la sua famiglia nei pressi di una fattoria in campagna, dove uccidono sia la moglie sia il figlioletto. Questo evento drammatico scatena in Max una reazione di incontrollabile desiderio di vendetta che si concretizzerà con l'eliminazione di tutti i membri della gang. Questa sua discesa nella vendetta lo porterà a lasciare la vita civilizzata e a vagabondare nell'outback australiano con la sua V8 Interceptor, come si deduce dall'ultima scena.

### Interceptor - Il guerriero della strada(1981)
Nel sequel, che si svolge a meno di 5 anni di distanza dal primo, Max vagabonda nelle terre perdute dove è in corso una guerra per la benzina. Con la sua fedele V8 Interceptor e il suo cane, Max entra in contatto con la Tribù del Nord che ha a disposizione parecchio petrolio e quindi carburante. Il suo intento è quello di concludere un affare, portando loro una motrice per trainare una cisterna piena di benzina e ottenerne in cambio carburante per la sua auto. L'egoismo e la freddezza di Max lo spingono a cercare una fuga improbabile nel territorio dei violenti Humungus e, dopo la distruzione dell'auto e l'uccisione del cane, Max torna dalla Tribù del Nord per offrirsi di guidare la cisterna. L'unico elemento di vera umanità è il suo rapporto con il piccolo Kid, un bambino selvaggio con il quale instaura un rapporto di fiducia reciproca. Max alla fine decide comunque di continuare a vagabondare nel deserto senza dare seguito alla sua parzialmente ritrovata umanità.

### Mad Max oltre la sfera del tuono(1985)
Max si ritrova a diciotto anni di distanza dagli avvenimenti del primo film. Ha vagabondato nel deserto con un veicolo di ripiego rispetto alla sua V8 Interceptor e come amica ha una scimmietta che compare e scompare dalla scena. Ha i capelli lunghi e tutto quello che rimane del suo passato di poliziotto è scomparso. Dopo un negativo incontro con Auntie Entity, la regina di Bartertown, Max si ritrova in esilio nel deserto dove viene salvato dalla morte da un gruppo di ragazzini. Ha la possibilità finalmente di redimersi dal suo passato e aiuta la tribù di questi ragazzi a volare verso la terra del Domani Domani, sacrificando la sua libertà lanciandosi contro gli eserciti di Auntie Entity e permettere all'aeroplano dei ragazzi di spiccare il volo.

### Mad Max: Fury Road(2015)
Nel quarto film della saga Max, interpretato da Tom Hardy, ormai ridotto ad una disperata sopravvivenza in un mondo sempre più devastato, viene catturato dai Figli di Guerra, folli guerrieri tinti di bianco al servizio del tiranno Immortan Joe. Immortan Joe è un autoproclamato dio in terra che tiene sotto un regime spietato la Cittadella, una roccaforte nel deserto ampiamente popolata. Durante la sua prigionia l'imperatrice Furiosa, una serva di Immortan, scappa con una blindocisterna al cui interno vi sono le concubine del dittatore. Le fuggiasche vogliono trovare un "luogo verde" per ricominciare una nuova vita. Immortan Joe lancia al loro inseguimento tutta la sua armata, fra cui Max stesso in veste di prigioniero. Dopo un'adrenalinica fuga il guerriero della strada incontra Furiosa e le mogli, con cui decide di proseguire sebbene siano ancora braccati dai folli guerrieri. Durante questa epica fuga Max ritroverà se stesso e la sua umanità nella voglia di speranza di Furiosa, una donna con un terribile passato alla ricerca di redenzione.

### Furiosa: A Mad Max Saga(2024)
Max appare in un cameo, mentre osserva da lontano Furiosa, ferita, che lotta per tornare alla Cittadella. È interpretato dallo stuntman di Tom Hardy, Jacob Tomuri.

## Caratterizzazione

### Armi e abilità
Le armi da fuoco a sua disposizione sono una Smith & Wesson Model 28 che porta in una fondina ascellare, ma che non utilizza mai, prediligendo un fucile a canne mozze.
L'abbigliamento di Max è fondamentalmente quello della divisa della MFP, con giacca di pelle nera con spallacci, pantaloni di pelle neri, stivali neri e guanti di pelle neri. Solo nel terzo film al posto degli stivali neri indossa degli stivali da cowboy e un lungo mantello nero. Come equipaggiamento extra nel secondo film ha una cintura di pelle Sam Browne con cinghia alla spalla, chiave inglese, un coltello in dotazione all'esercito britannico, un aprilucchetto, alcuni attrezzi da vigile del fuoco, binocolo e il suo fucile canne mozze nella fondina. Tiene anche un coltello da combattimento nel suo stivale destro. 
Max è anche estremamente abile con le armi da fuoco e nel combattimento corpo a corpo riuscendo a tener testa a più avversari alla volta uscendone sempre illeso. Max è anche esperto in molte tecniche di sopravvivenza, apprese forse durante la sua permanenza all'MFP, riuscendo a sopravvivere anche nell'arido deserto dell'Outback.

### Veicoli
Max possiede delle abilità di guida eccezionali: riesce infatti a guidare qualsiasi tipo di veicolo (auto, moto, blindocisterne ecc.).
Utilizza principalmente veicoli a motore sia come mezzi di trasporto sia come armi. Nel primo film usa una Ford Falcon XB sedan del 1974 in dotazione alla Main Force Patrol. Successivamente entra in possesso della V8 Interceptor che preleva senza autorizzazione dal garage della Hall of Justice. Con questa compie la sua vendetta e l'auto rimane il suo veicolo fino a quando non viene distrutta dagli uomini di Humungus. Nel terzo film è possibile vederlo alla guida di una Ford F-150 pesantemente modificata, auto che viene utilizzata anche nel pezzo finale per salvare i bambini dall'esercito di Auntie Entity.
Nel sequel/reboot Fury Road, Max possiede una nuova Interceptor, costruita da scarti di altri veicoli. Essa è effettivamente guidata da Max solo nella scena iniziale, in cui viene catturata dai "Figli di Guerra" e da loro modificata per trasformarla in un veicolo da battaglia. Dotata di nuove ruote, nuove armi come un arpione e una rastrelliera di barre chiodate e anche di un nuovo motore più potente, la seconda Interceptor viene distrutta da Furiosa, schiacciandola tra la Blindocisterna e il veicolo del Mangiauomini.

## Concezione e sviluppo

### Interpreti
Nei film della prima trilogia realizzata a cavallo tra gli anni settanta e ottanta Max è interpretato da Mel Gibson.
Nel quarto film, Mad Max: Fury Road, realizzato nel 2015, a vestire i panni del protagonista è Tom Hardy, dato che Mel Gibson ha rifiutato il ruolo reputandosi troppo vecchio per impersonare nuovamente Max.
Nel quinto film, Furiosa: A Mad Max Saga, prequel di Fury Road, uscito nel 2024, il personaggio di Max compare in un cameo, interpretato da Jacob Tomuri, lo stuntman di Tom Hardy.

## Filmografia
- Interceptor (1979)
- Interceptor - Il guerriero della strada (1981)
- Mad Max oltre la sfera del tuono (1985)
- Mad Max: Fury Road (2015)
- Furiosa: A Mad Max Saga (2024) - cameo

## Altri media
Il personaggio è stato interpretato da Bren Foster nel videogame Mad Max, uscito nel 2015 per PlayStation 4, Xbox One e Microsoft Windows.